# (35967) 1999 LG14
1999 LG14 (asteroide 35967) é um asteroide da cintura principal. Possui uma excentricidade de 0.15164920 e uma inclinação de 6.76006º.
Este asteroide foi descoberto no dia 9 de junho de 1999 por LINEAR em Socorro.